# Malimbus coronatus
Malimbo-coroado ou malimbe-de-coroa-vermelha (Malimbus coronatus) é uma espécie de ave da família Ploceidae.
Pode ser encontrada nos seguintes países: Camarões, República Centro-Africana, República do Congo, República Democrática do Congo, Guiné Equatorial e Gabão.